# Matt Busby

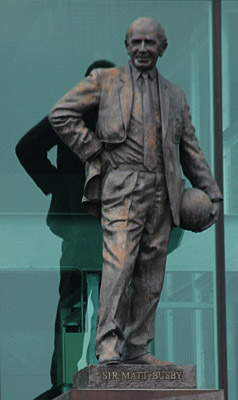
Matt Busby

Sir Alexander Matthew „Matt” Busby (n. 26 mai 1909, Bellshill⁠(d), Scoția, Regatul Unit al Marii Britanii și Irlandei – d. 20 ianuarie 1994, Manchester, Anglia, Regatul Unit) a fost un fotbalist și antrenor de fotbal scoțian, cunoscut mai ales pentru perioada petrecută la clubul Manchester United (1945–1969 și 1970–1971).

## Palmares

### Jucător
Manchester City
- FA Cup (1): 1933–34

### Antrenor
Manchester United
- First Division (5): 1951–52, 1955–56, 1956–57, 1964–65, 1966–67
- FA Cup (2): 1947–48, 1962–63
- FA Charity Shield (5): 1952, 1956, 1957, 1965 (shared), 1967 (shared)
- Cupa Campionilor Europeni (1): 1967–68

### Individual
- PFA Merit Award: 1980
- English Football Hall of Fame (Manager): 2002
- European Hall of Fame (Manager): 2008

### Ordine și premii
- Commander of the Most Excellent Order of the British Empire (CBE): 1958
- Knight Bachelor: 1968
- Knight Commander of the Order of St. Gregory the Great (KCSG): 1972

## Statistici carieră

### Jucător
| Club            | Sezon         | Campionat | Campionat | Cupă    | Cupă   | Charity Shield | Charity Shield | Total   | Total  |
| Club            | Sezon         | Meciuri   | Goluri    | Meciuri | Goluri | Meciuri        | Goluri         | Meciuri | Goluri |
| --------------- | ------------- | --------- | --------- | ------- | ------ | -------------- | -------------- | ------- | ------ |
| Manchester City | 1928–29       | 0         | 0         | 0       | 0      | 0              | 0              | 0       | 0      |
| Manchester City | 1929–30       | 11        | 3         | 1       | 2      | 0              | 0              | 12      | 5      |
| Manchester City | 1930–31       | 20        | 0         | 1       | 0      | 0              | 0              | 21      | 0      |
| Manchester City | 1931–32       | 41        | 1         | 5       | 0      | 0              | 0              | 46      | 1      |
| Manchester City | 1932–33       | 39        | 1         | 7       | 1      | 0              | 0              | 46      | 2      |
| Manchester City | 1933–34       | 39        | 4         | 8       | 0      | 0              | 0              | 47      | 4      |
| Manchester City | 1934–35       | 35        | 1         | 1       | 0      | 1              | 0              | 37      | 1      |
| Manchester City | 1935–36       | 19        | 1         | 1       | 0      | 0              | 0              | 20      | 1      |
| Manchester City | Total         | 204       | 11        | 24      | 3      | 1              | 0              | 229     | 14     |
| Liverpool       | 1935–36       | 11        | 1         | 0       | 0      | 0              | 0              | 11      | 1      |
| Liverpool       | 1936–37       | 29        | 1         | 1       | 0      | 0              | 0              | 30      | 1      |
| Liverpool       | 1937–38       | 33        | 0         | 3       | 0      | 0              | 0              | 36      | 0      |
| Liverpool       | 1938–39       | 42        | 1         | 3       | 0      | 0              | 0              | 45      | 1      |
| Liverpool       | Total         | 115       | 3         | 7       | 0      | 0              | 0              | 122     | 3      |
| Total carieră   | Total carieră | 319       | 14        | 31      | 3      | 1              | 0              | 351     | 17     |

### Antrenorat
| Echipa            | Țara         | Început           | Sfârșit        | Rezultate | Rezultate | Rezultate | Rezultate | Rezultate | Rezultate | Rezultate |
| Echipa            | Țara         | Început           | Sfârșit        | M         | V         | E         | Î         | GM        | GP        | Victori % |
| ----------------- | ------------ | ----------------- | -------------- | --------- | --------- | --------- | --------- | --------- | --------- | --------- |
| Manchester United | Anglia       | 1 octombrie 1945  | 4 iunie 1969   | 1.120     | 565       | 263       | 292       | 2.286     | 1.536     | 50,45 1   |
| Great Britain     | Regatul Unit | iulie 1948        | august 1948    | 4         | 2         | 0         | 2         | 9         | 11        | 50        |
| Scoția            | Scoția       | septembrie 1958   | decembrie 1958 | 6         | 1         | 2         | 3         | 7         | 12        | 16,67     |
| Manchester United | Anglia       | 29 decembrie 1970 | 8 iunie 1971   | 21        | 11        | 3         | 7         | 38        | 30        | 52,38     |
| Total             | Total        | Total             | Total          | 1.151     | 579       | 268       | 304       | 2.340     | 1.589     | 50,3      |

1Nu include meciurile în care Jimmy Murphy a servit ca antrenor interimar după tragedia de la München.